# Rigolato
Rigolato (Rigulât in friulano) è un comune italiano di 366 abitanti del Friuli-Venezia Giulia.

## Geografia fisica
Situato nell'alta Val Degano, in Carnia, sorge ai piedi dei monti Talm e Pleros a 760 m s.l.m., ed è circondato da alcuni dei monti più imponenti e suggestivi delle Alpi Carniche.
Gli abitati, in parte abbarbicati su ripidi pendii, sono circondati da fitti boschi, molto ricchi di flora e fauna.

## Storia
La valle del Degano, così come gran parte della Carnia, fu abitata a lungo dai Carni, un popolo di stirpe celtica.
C'è chi ha sostenuto (Antonino di Prampero) che la località di Graciolaco, citata nella donazione sestense del 778, corrisponda a Gracco; ma si tratta di un'opinione priva di riscontri e argomentazioni.
Le prime notizie documentate dell'esistenza di Rigolato risalgono al XIII secolo.
Qualcuno, forse riprendendo quanto solo ipotizzato da Giovanni Marinelli, ritiene che uno sviluppo importante sia intervenuto tra 1400 e 1500, quando iniziò lo sfruttamento delle miniere di argento e rame sul monte Avanza nel vicino comune di Forni Avoltri.
Come il resto della Carnia, fece parte del Patriarcato di Aquileia (1077-1420) e, in seguito, dal 1420 al 1797, della Repubblica di Venezia (Provincia della Carnia, quartiere di Gorto).
Dopo la caduta della Serenissima, con la proclamazione del Regno d'Italia napoleonico (1805-1814), diviene capoluogo del Cantone di Rigolato, nel Distretto di Tolmezzo, Dipartimento di Passariano.
Sotto il Regno Lombardo-Veneto diviene comune di terza classe con Consiglio comunale senza ufficio proprio, contando più di 300 estimati, e capoluogo del Distretto di Rigolato (aggregato nel 1863 a quello di Tolmezzo), appartenente alla Provincia del Friuli.
Nel 1866 viene annesso al Regno d'Italia.
Lo spopolamento del paese, già percepibile nel primo dopoguerra, è proseguito ininterrotto dagli anni cinquanta del Novecento fino ai nostri giorni, tanto da ridurre la popolazione ben al di sotto dei cinquecento abitanti.

### Simboli
Lo stemma e il gonfalone sono stati concessi con DPR del 7 dicembre 1951.
Il gonfalone è un drappo di azzurro.

## Monumenti e luoghi d'interesse

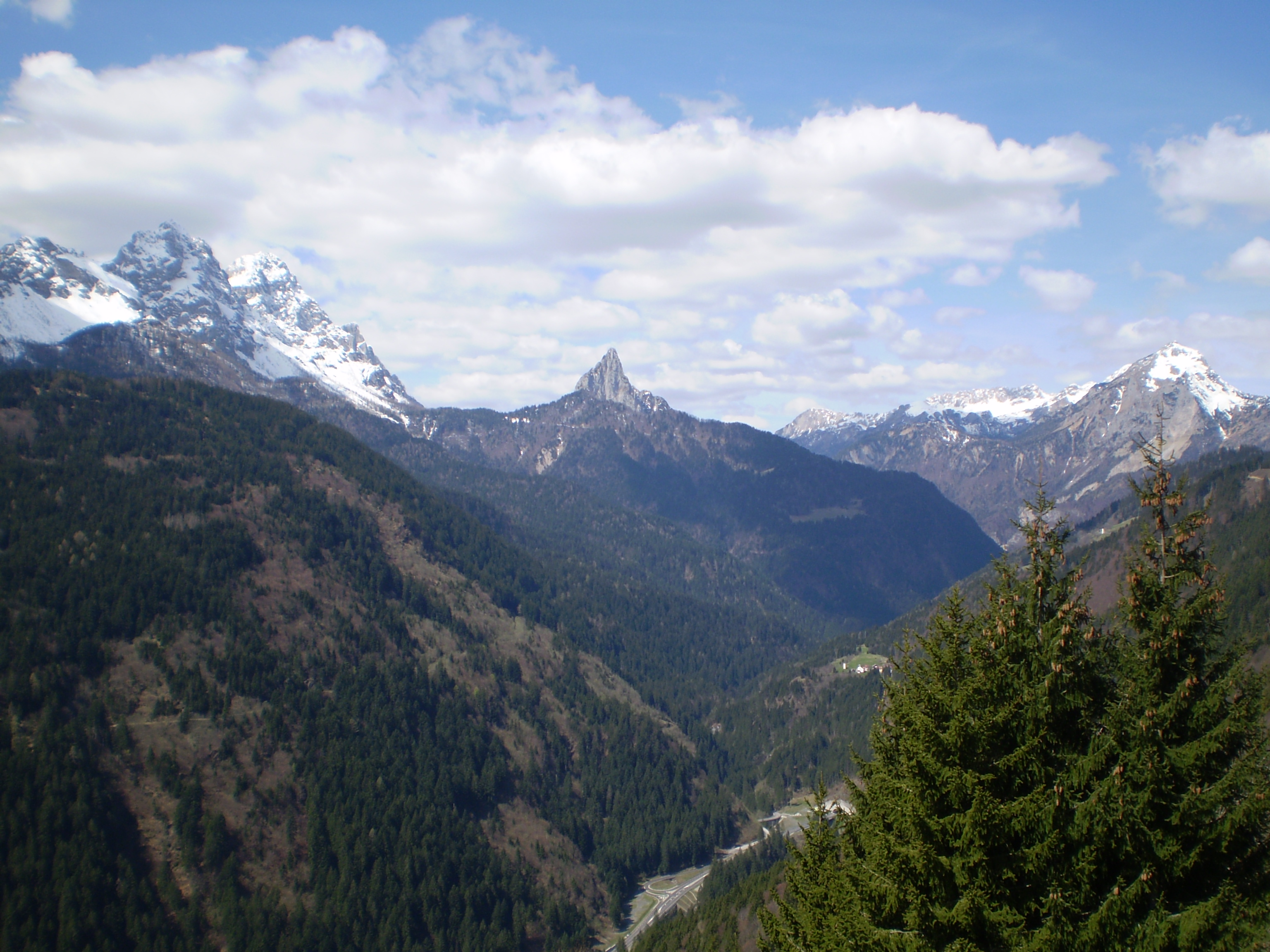
L'alta val Degano vista da Givigliana

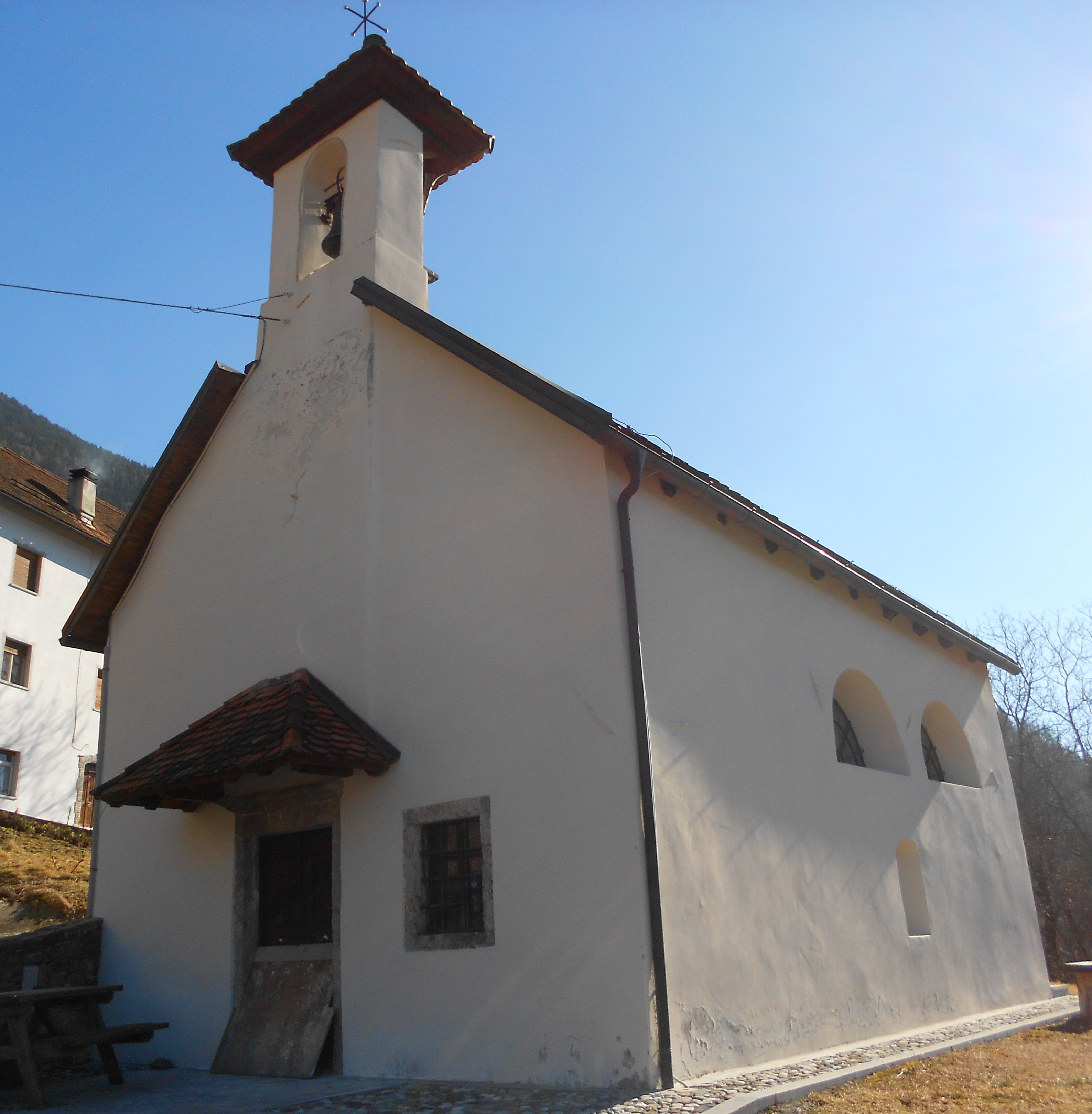
Chiesa di San Nicolò, Vuezzis

- Rigolato è un caratteristico paese carnico, con ben conservate costruzioni risalenti al Seicento e Settecento, e la sua chiesa dedicata ai santi Filippo e Giacomo
- Vuezzis, ospita una chiesetta di San Nicolò del XIV secolo che contiene un importante ciclo di affreschi aventi per tema la vita e le opere di San Nicolò (Il bambino nell'acqua bollente, Le tre figlie, L'icona [o il ladro], Il bastone rotto [Il miracolo dell'ebreo, L'uccisione del cristiano], L'abbattimento degli idoli) riconducibili a frescanti formati in «ambito vitalesco, o, comunque in una bottega operante in Friuli appena dopo la partenza da Udine del maestro bolognese. Non si possono non notare […] alcuni accenti naturalistici riferiti alla vita di ogni giorno, caratteristici nella pittura dei Tomaso da Modena, attivo a Treviso a partire dal 1348. Per tali motivi si può ritenere che gli affreschi presenti sulle pareti di san Nicolò siano stati eseguiti, se non a ridosso delle opere dei sopracitati maestri, in un arco di tempo che va dal sesto al settimo decennio del Trecento»[10]. La monofora campanaria, sormontata da una piccola cuspide piramidale, ospita un'antica campana, scampata alle depredazioni della prima guerra mondiale, uscita dalla fabbrica del veneziano Marco di Vendramo, come testimoniato dall'iscrizione in caratteri gotici «Vivenaius me fecit» e dalla marca del fonditore che rimanda a Marco, figlio di Vendramo, veneziano, il cui nome compare in un testamento del 1397[11]. All'interno è visibile una statuetta lignea raffigurante la Madonna in trono con Bambino (si tratta di una copia eseguita dallo scultore Gehard Demetz; l'originale è depositato nel Museo diocesano di Udine), probabilmente proveniente da un'ancona perduta e «inserita, con tutta probabilità, al centro di una pala collocata sopra l'altare maggiore della primitiva chiesa trecentesca di San Nicolò di Uecis», il cui soggetto iconografico «appartiene al tipo molto diffuso in tutta l'Europa romanica e derivato dagli apocrifi bizantini della Hodegetria», sul quale «agiscono già forse inconsapevolmente le idealità gotiche». Per questo la sua datazione ai primi decenni del XIV secolo «sembra la più rispondente alla sostanza estetica e culturale della Madonna di Uècis»[12].
- Valpicetto, ospita la chiesa di Santa Barbara, edificata nel XVI secolo, in posizione dominante, vi si trovano all'interno alcuni affreschi.
- Gracco, conserva i resti di un'antica foresta di faggi, un tempo di proprietà dei Patriarchi di Aquileia, nella quale sono presenti alberi secolari; il faggeto è conosciuto come bosco bandito.
In Carnia sono numerosi i boschi che portano questo nome che risale al periodo in cui la Carnia era sotto il dominio della Serenissima. Venezia infatti aveva bisogno di molto legname per costruire le sue navi pertanto era proibito alla popolazione carnica l'approvvigionamento di legname in numerose foreste, opportunamente contrassegnate, che presero appunto il nome di bosco bandito.
- Givigliana con il suo campanile
- Torre Campanaria di Ludaria

Per la sua posizione, il paese è una valida base di partenza per gli appassionati di escursionismo. Nel territorio comunale sorge il rifugio Chiampizzulon di proprietà del Comune di Rigolato, che offre un punto d'appoggio per le ascensioni alle vette circostanti.

## Società

### Evoluzione demografica
Abitanti censiti

### Lingue e dialetti

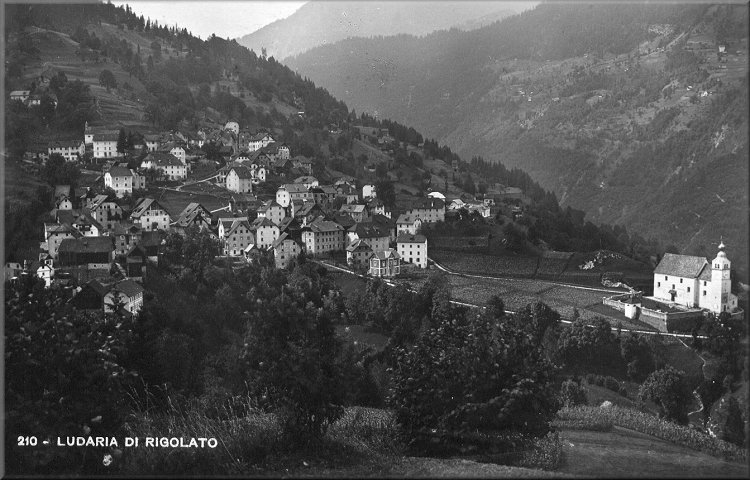
La frazione di Ludaria nel 1935

A Rigolato, accanto alla lingua italiana, la popolazione utilizza la lingua friulana. Ai sensi della Deliberazione n. 2680 del 3 agosto 2001 della Giunta della Regione autonoma Friuli-Venezia Giulia, il Comune è inserito nell'ambito territoriale di tutela della lingua friulana ai fini della applicazione della legge n. 482/1999, della legge regionale n. 15/1996 e della legge regionale n. 29/2007.
La lingua friulana che si parla a Rigolato rientra fra le varianti appartenenti al friulano carnico.
La parlata locale dell'area di Rigolato e Forni Avoltri è una variante chiamata Riguladot, caratterizzata dall'antica terminazione vocalica del friulano, per cui la vocale terminale delle parole declinate al femminile (esclusi in parte gli articoli) diviene la o anziché la e dell'attuale friulano standard e la a del friulano occidentale e friulano goriziano.
Per esempio:
| Italiano  | Friulano (grafia standard) | Friulano (grafia fonetica locale) |
| --------- | -------------------------- | --------------------------------- |
| acqua     | aghe                       | ago                               |
| la chiesa | la glesie                  | la glisio                         |
| le chiese | lis glesiis                | las glisios                       |

Tale caratteristica è riflessa anche nelle denominazioni delle località, ad esempio: Gjiviano (fur. std. "Gjiviane", it. "Givigliana"), Vuezos (fur. std. "Vuezis", it. "Vuezzis"), Ludario (it. Ludaria)

## Geografia antropica

### Frazioni e località
Il comune di Rigolato comprende, oltre al capoluogo omonimo, diverse frazioni e altre località minori (fra parentesi le denominazioni in friulano e in variante locale dove divergono).
Sulla destra orografica del torrente Degano e da nord si trovano:
- Frazioni:
  - Ludaria (in friulano Ludarie, loc. Ludario ) sorge a 854 m s.l.m. Il paese ha dato i natali al poeta friulano Enrico Fruch (Ludaria 1873-Udine 1932). In Friuli è molto conosciuta una villotta su Ludaria, scritta nella variante friulana locale, il riguladòt, intitolata Joi ce buino l'ago frescjo di Ludario
  - Magnanins (761 m s.l.m.)
  - Valpicetto (in friulano "Valpicêt" loc.Valpiciot, 756 m s.l.m.) si trova sul fianco della montagna, a circa 1,8 km dal capoluogo comunale.
- Località:
  - Ricciòl
  - Casadorno
  - Fornace

Sulla sinistra orografica del torrente partendo sempre da nord si trovano:
- Frazioni:
  - Givigliana
  - Vuezzis (in friulano Vuezis, loc. Vuezos, 878 m s.l.m.)
  - Gracco (Grac, 748 m s.l.m.)
- Località:
  - Tors (867 m s.l.m.)
  - Autimis (loc. Àutemos, 1 089 m s.l.m.)
  - Stalis (loc. Stalos, 875 m s.l.m.)
  - Soclap

#### Rifugi
- Rifugio Chiampizzulon

## Infrastrutture e trasporti

### Strade
Rigolato è servita dalla strada regionale (ex statale) 355 di Val Degano che collega Villa Santina (innesto con la SS52) a Santo Stefano di Cadore (innesto con la SS52), tramite Ovaro, Comeglians, Forni Avoltri, Sappada e San Pietro di Cadore.
È in progetto la realizzazione di una variante per l'abitato stesso, in quanto vi sono dei passaggi stretti con uno spazio massimo di circa 2,50 metri.
L'uscita autostradale più vicina è quella di Tolmezzo, sulla A23 Palmanova-Udine-Tarvisio.

### Ferrovie
Non vi fu un collegamento ferroviario con la città, ma la stazione piùà vicina fu quella di Comeglians, sulla linea Villa Santina - Comeglians, a sua volta collegata dalla Tolmezzo - Villa Santina, con bivio presso Carnia verso Udine e Tarvisio.

## Amministrazione
Il comune fa parte dell'associazione intercomunale Alta Val Degano – Val Pesarina costituita nel 2007 insieme ai comuni di Comeglians, Forni Avoltri, Ovaro, e Prato Carnico.

### Gemellaggi
- Bethoncourt

Nella cittadina francese di Bethoncourt (Doubs), negli anni cinquanta e sessanta, una parte della popolazione di Rigolato ha contribuito alla costruzione di alloggi per lo sviluppo economico della regione di Montbéliard.

## Galleria d'immagini

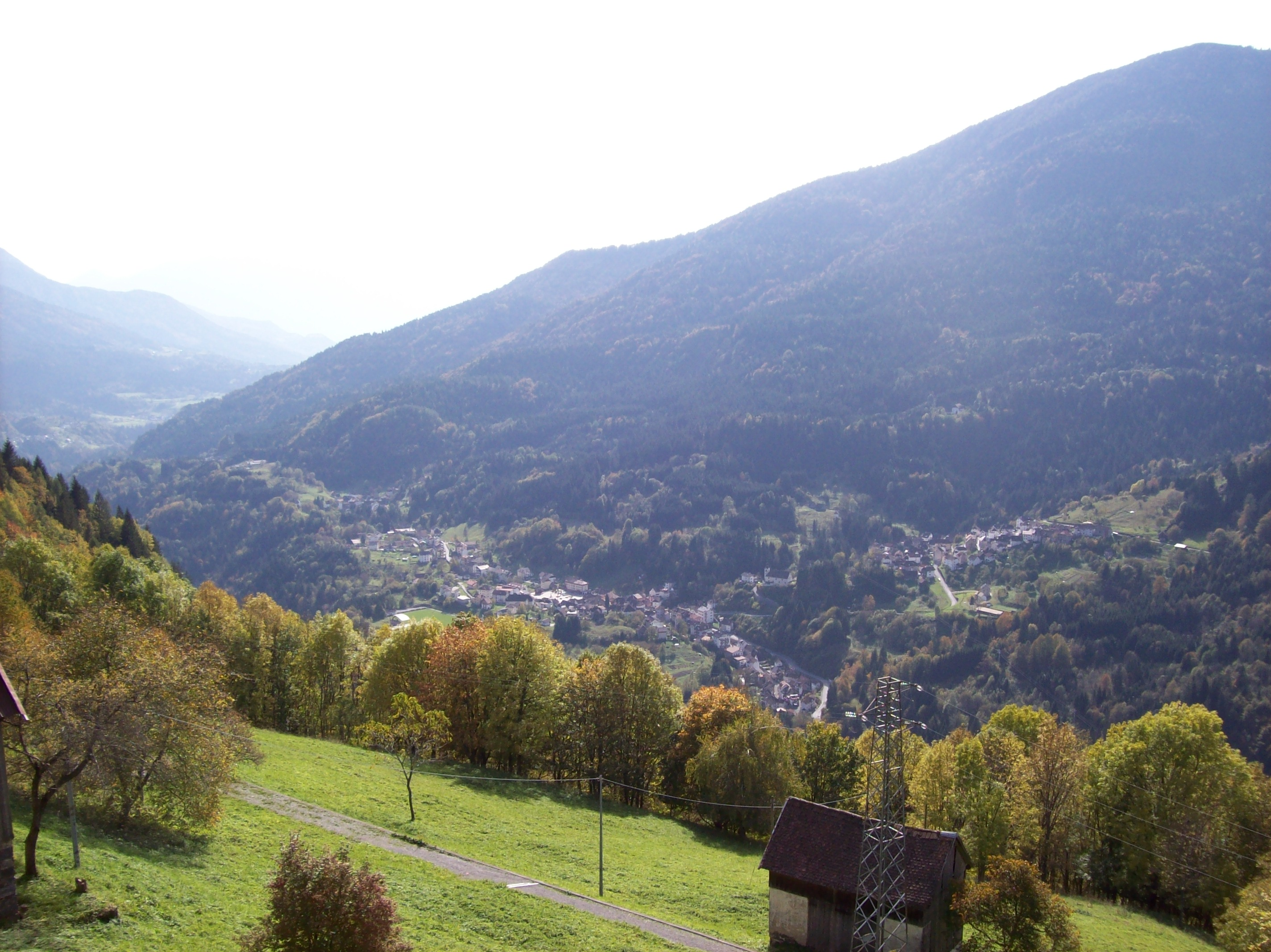
Panorama degli abitati di Rigolato e Ludaria
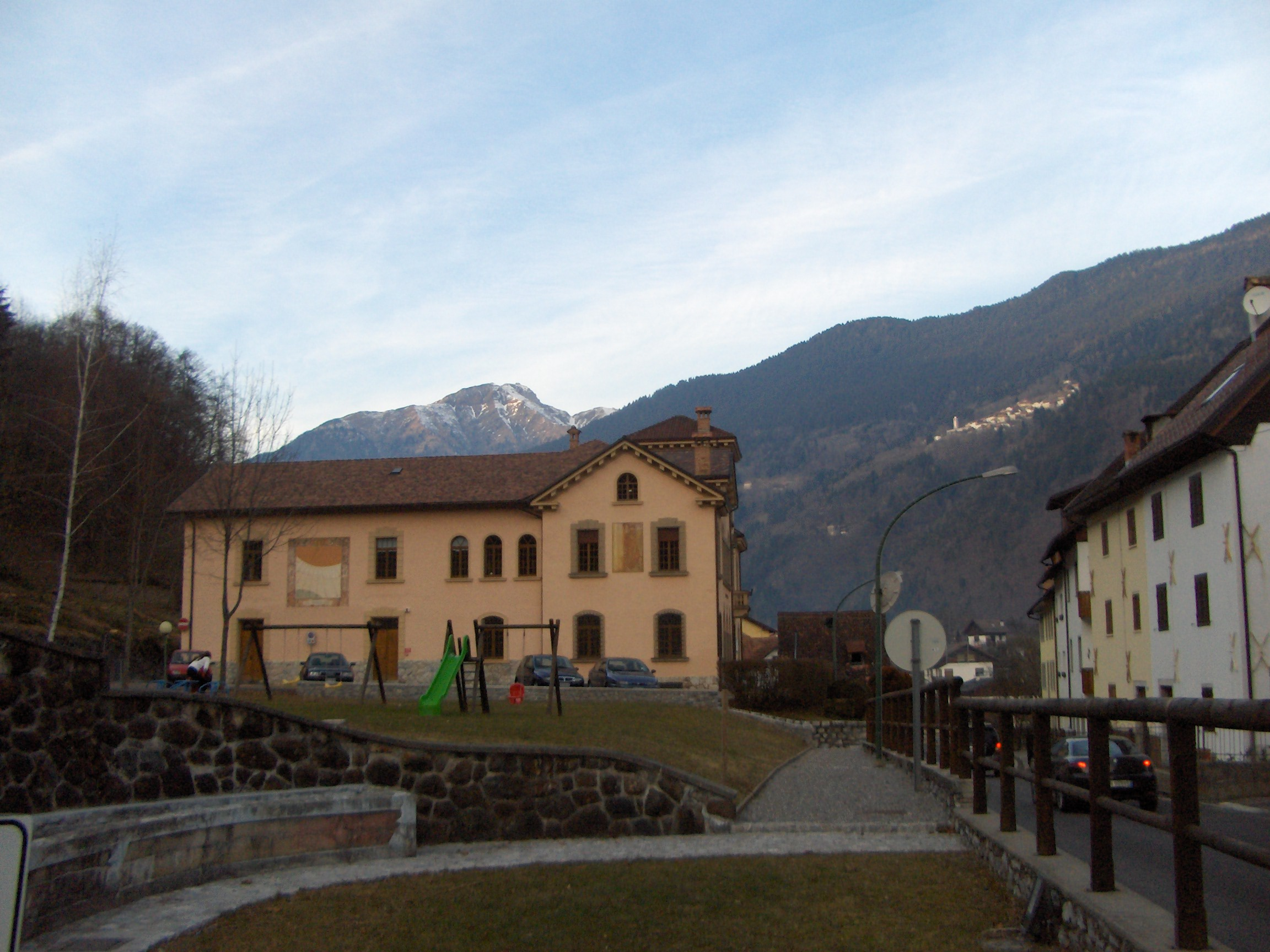
La sede del municipio
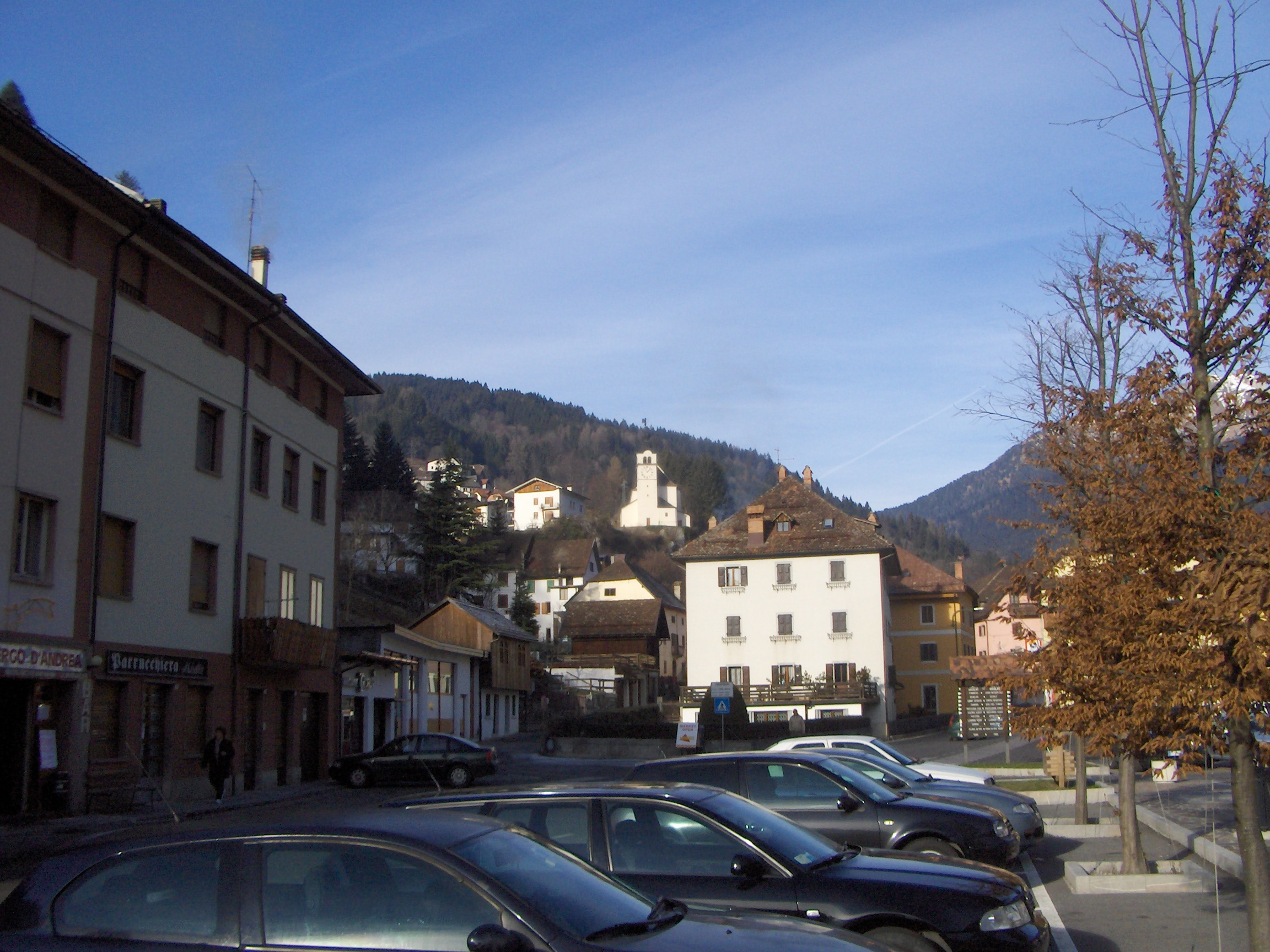
Scorcio del centro
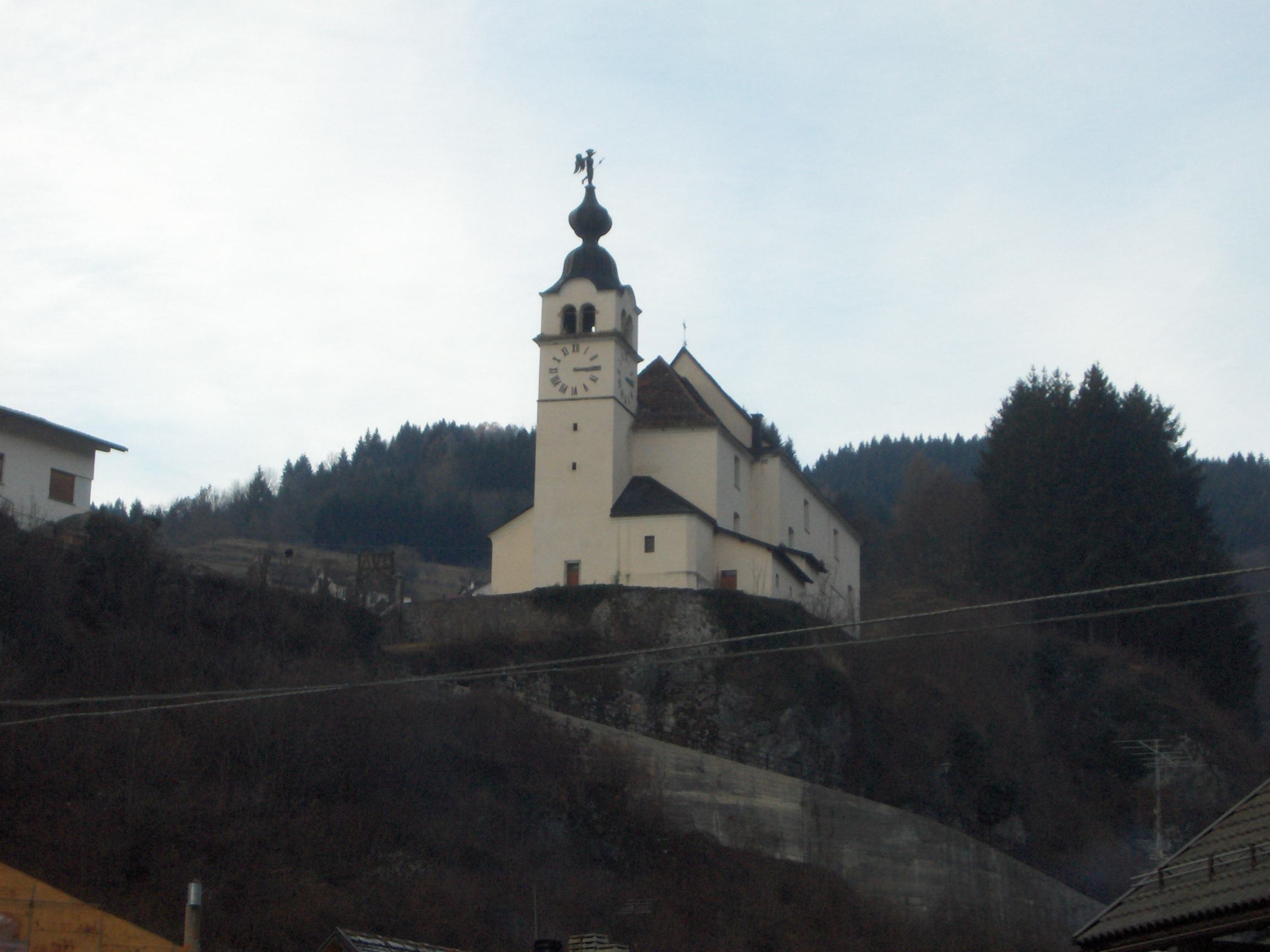
La chiesa parrocchiale